# 优素福·萨利赫·阿巴斯
优素福·萨利赫·阿巴斯（1953年—），乍得政治家，曾任乍得总理（2008年至2010年）。1979年畢業於俄羅斯人民友誼大學。
| 前任： 德尔瓦·卡西雷·库马科耶 | 乍得总理 2008年至2010年 | 繼任： 埃馬紐埃爾·納丁加爾 |